# Michail Glinka
Michail Ivanovitsj Glinka, (Russisch: Михаил Иванович Глинка) (Novospasskoje (gouvernement Smolensk), 1 juni 1804 - Berlijn, 15 februari 1857) was een Russische componist.

## Levensloop
Hij was de zoon van een rijke landeigenaar, die in 1817 naar school in Sint-Petersburg werd gestuurd, waar hij een jaar pianoles kreeg van de Ierse John Field, die zich in 1803 in Sint-Petersburg had gevestigd. Bovendien leerde hij vioolspel en muziektheorie. Het was de wens van zijn vader dat hij in dienst trad op het ministerie van Communicatie, waar hij van 1824 tot 1828 werkte.
Daar hij niet behoefde te werken om in zijn levensonderhoud te voorzien en hij zich aan de muziek wilde wijden, nam hij ontslag. Van 1830 tot 1833 was hij in Italië, waar hij in Milaan bij de zanger en componist Basili studeerde. Daarna ging hij naar Wenen en vervolgens naar Berlijn, waar hij les kreeg van Siegfried Dehn van wie hij het advies kreeg om muziek te schrijven met een Russische grondslag. Voor het overlijden van zijn vader keerde hij naar Sint Petersburg terug, waar hij werkte aan zijn opera Een leven voor de Tsaar. Hij slaagde erin hem in 1836 opgevoerd te krijgen. Door familieomstandigheden duurde het tot 1842 voordat de bekendere opera Roeslan en Ljoedmila, naar een gedicht van Aleksandr Poesjkin, werd opgevoerd.
In 1844 bezocht hij Parijs en Spanje en 1848 Warschau en Frankrijk weer van 1852 - 1854. Het was tijdens een bezoek aan Berlijn 1856 - 1857 dat hij is overleden.
Glinka was de eerste die opera's op Russische thema's ging componeren. Zijn muziek was een inspiratiebron voor latere componisten als Tsjaikovski en Rimski-Korsakov. Men noemt hem daarom ook wel de vader van de Russische muziek.

## Composities

### Werken voor orkest

#### Symfonieën
- 1824 Symfonie in Bes-groot
- 1834 Ouverturen-Symfonie over Russische thema's
- Oekraïense Symfonie (fragmenten van de 1e beweging)

#### Ouvertures
- 1822-1826 Ouverture in D-groot
- 1822-1826 Ouverture in g-klein
- 1845 Spaanse Ouverture Nr.1 - Capriccio - Jota aragonesa
- 1845 Spaanse Ouverture Nr.2 - Recuerdos de Castilla - Herinnering aan een zomernacht in Madrid

#### Andere Werken
- 1823 Andante cantabile en Rondo
- 1839/1856 Valse-fantasie in b-klein
- 1848 Kamarinskaja, scherzo orkestfantasie
- 1855 Polonaise in F-groot - over een Spaans bolero-thema

### Kerkmuziek
- 1837 Engelen-Lied in C-groot, voor zes stemmen
- 1856 Eerste litanie, voor vier stemmen
- 1856 Laat zich mijn gebed vervullen, voor twee tenoren en bas
- 1856-1857 De opstandingshymne, voor 2 tenoren en bas

### Cantates
- 1826 Proloog ter gelegenheid van het overlijden van Tsaar Alexander I van Rusland en de inhuldiging van Nicolaas I van Rusland, cantate voor solo-tenor, gemengd koor, piano en contrabas - tekst: naar Olidor

### Muziektheater

#### Opera's
| Voltooid in                    | titel                                                                               | aktes                                      | première | libretto |
| ------------------------------ | ----------------------------------------------------------------------------------- | ------------------------------------------ | --- | --- |
| 1824                           | Rokeby; (uitsluitend schetsen)                                                      |                                            | niet uitgevoerd | Walter Scott |
| 1834                           | Mar'ina rošča; (uitsluitend schetsen)                                               |                                            | niet uitgevoerd | Vasili Zjoekovski                                                                                                   |
| 1834-1836; nieuwe versie: 1837 | Žizn' za carja (Een leven voor de Tsaar); (werktitel en hernoemd in: Ivan Soesanin) | 5 aktes; nieuwe versie: 4 aktes en epiloog | 9 december 1836 Sint-Petersburg, Mariinskitheater; nieuwe versie: 30 oktober 1837, Sint-Petersburg, Mariinskitheater; als Ivan Soesanin: 21 februari 1939, Moskou, Bolsjojtheater | Baron Georgij Fjodorovitsj von Rozen met toevoegingen van Vladimir Sollogub en Vasili Zjoekovski                    |
| 1837-1842; 2e versie: 1846     | Ruslan i Ljudmila (Roeslan en Ljoedmila)                                            | 5 aktes                                    | 9 december 1842, Sint-Petersburg, Mariinskitheater; 2e versie: 21 december 1846, Moskou, Bolsjojtheater                                                                           | Valerian Širkov, Mykola Markevyč, Kukol'nik, Michail Gedeonov en de componist, naar Aleksandr Sergejevitsj Poesjkin |
| 1855                           | Dvumužnica (de bigamist); (uitsluitend schetsen)                                    |                                            | niet uitgevoerd | naar Aleksandr Šachoskoj                                                                                            |

#### Toneelmuziek
- 1836 Aria met koor tot het toneelstuk Chor «Het Moldau-meisje en de zigeunerin» van Bachturin
- 1837 Scène aan de kloosterpoort - verdere Scène tot de 4e akte van de opera "Een leven voor de Tsaar" - libretto: Nikolaj Kukolnik
- 1840 Muziek voor Prins Cholmski - tekst: Nikolaj Kukolnik
- 1840-1841 Tarantella, toneelstuk met recitatief, gemengd koor en orkest - tekst: Mjatlev

### Werken voor koren
- 1837 Onze God is groot, polonaise voor gemengd koor en orkest - tekst: naar Vladimir Sollogub
- 1850 Afscheidslied van de scholieren van de gezelschap van de hogere dochters, voor vrouwenkoor en orkest

### Vocale muziek
- 1826 Sogna chi crede d'esser felice, kwartet voor alt, twee tenoren, bas en strijkorkest
- 1827-1828 Ich liebe den schattigen Garten ("Mio ben, ricordati"), voor sopraan en piano
- 1828 Gebed in Bes-groot, voor vocaalkwartet met piano
- 1840 Afscheidslied van de scholieren van het Jekatarinsky-Instituut voor sopraan, vrouwenkoor en orkest - tekst: naar Obodovski
- 1854 De tres, zigeunerlied voor solostem, gemengd koor en orkest naar Nikolaj Rimski-Korsakov
- 1854 Gebed in een zware levenssituatie, voor solostem, gemengd koor en orkest - tekst: naar Michail Joerjevitsj Lermontov

### Kamermuziek
- 1830 Strijkkwartet in F-groot
- 1832 Divertimento brilliante in As-groot - over thema's uit de opera "La Sonnambula (De slaapwandelaarster)" van Vincenzo Bellini, voor piano, twee violen, cello en contrabas
- 1832 Serenade in Es-groot - over thema's uit de opera "Anna Bolena" van Gaetano Donizetti, voor piano, harp, fagot, hoorn, altviool, cello en contrabas
- 1832 Sextet in Es-groot, voor piano, twee violen, altviool, cello en contrabas
- 1832 Trio pathétique in d-klein, voor piano, klarinet en fagot
- ? Drie Russische Liederen, voor viool, cello en piano

### Werken voor piano
- 1822 Variaties in Es-groot - over een thema uit de opera "Die Zauberflöte" van Wolfgang Amadeus Mozart, voor piano (of harp)
- 1824 Variaties in F-groot - over een eigen thema
- 1826 Variaties in a-klein - over een Russisch lied
- 1826 Variaties in Bes-groot - over een thema uit de opera "Faniska" van Luigi Cherubini
- 1826 Variaties in E-groot - over de romance "Benedetta sia la madre"
- 1826 Vijf Franse contradansen
- 1828 Kotillon in Bes-groot
- 1828 Mazurka in G-groot
- 1828 Nocturne in Es-groot, voor piano of harp
- 1829 Fins lied in D-groot
- 1829-1830 Cavaleristen-drab in G-groot, voor piano vierhandig
- 1829-1830 Cavaleristen-drab in C-groot, voor piano vierhandig
- 1831 Afscheidswals in G-groot
- 1831 Rondino brilliante in Bes-groot - over een thema uit de opera "I Capuletti ed i Montecchi" van Vincenzo Bellini
- 1831 Variaties in D-groot - over twee thema's uit het ballet "Chao Kang"
- 1832 Variaties in C-groot - over een thema uit de opera "I Capuletti ed i Montecchi" van Vincenzo Bellini
- 1832 Impromptu (Galop) in Bes-groot - over een thema uit de opera "De liefdesdrank" van Gaetano Donizetti, voor piano vierhandig
- 1833 Variaties in e-klein - over de romance "De nachtegaal" van Anatolij Aljabjev
- 1833-1834 Fuga in a-klein
- 1833-1834 Fuga in D-groot
- 1833-1834 Fuga in Es-groot
- 1833-1834 Mazurka in As-groot
- 1833-1834 Mazurka in F-groot
- 1834 Capriccio in A-groot - over Russische thema's, voor piano vierhandig
- 1835 Mazurka in F-groot ("Masurque dédiée à sa femme")
- 1839 La conventine - contradansen
- 1839 Nocturne in f-klein
- 1843 Tarantella in a-klein - over een Russisch lied
- 1847 Groeten aan mijn vaderland

## Trivia
Glinka's pianocompositie Motif de chant national was onder de titel Patriottenlied van 1990 tot 2001 het volkslied van de Russische Federatie.